# Magdalena Jaltepec
Magdalena Jaltepec är en kommun i Mexiko.   Den ligger i delstaten Oaxaca, i den sydöstra delen av landet, 300 km sydost om huvudstaden Mexico City.
Följande samhällen finns i Magdalena Jaltepec:
- El Venado
- Morelos
- El Rosario
- Hidalgo
- Linda Vista
- La Cumbre
- El Potrero